# Espérance Sportive de Zarzis
ES Zarzis is een Tunesische voetbalclub uit Zarzis. In 2005 werd de club bekerwinnaar. In 2003 degradeerde de club uit de hoogste klasse, maar kon na één jaar terugkeren. In 2018 degradeerde de club opnieuw. In 2021 promoveerde de club terug naar 1ste klasse om vervolgens in 2022 weer te degraderen.

## Palmares
- Beker van Tunesië (1x)
  - Winnaar: 2005

AS Gabès · AS Soliman · Club Africain · CA Bizertin · CS Sfaxien · ES Gafsa · Espérance Tunis · Espérance Zarzis · ES Métlaoui · Étoile Sahel · JS El Omrane · Olympique Béja · Stade Tunisien · US Ben Guerdane · US Monastir · US Tataouine